# Les Films du Worso
Les Films du Worso est une société de production de cinéma française, créée en 2005 par Sylvie Pialat.
Son siège se situe au 38 boulevard Raspail, dans le 7e arrondissement de Paris, à l'endroit où se trouvait le théâtre de Babylone.

## Filmographie
Sauf indication contraire, les informations mentionnées dans cette section peuvent être confirmées par les bases de données cinématographiques  présentes dans la section « Liens externes ».
- 2005 : Meurtrières de Patrick Grandperret
- 2005 : La Faute à Fidel ! de Julie Gavras
- 2006 : Nuage de Sébastien Betbeder
- 2007 : Maurice Pialat, l'amour existe de Jean-Pierre Devillers et Anne-Marie Faux
- 2008 : Cortex de Nicolas Boukhrief
- 2008 : Bouquet final de Michel Delgado
- 2008 : Françoise Dolto, Le Désir de vivre de Serge Le Péron
- 2009 : Le Roi de l'évasion d'Alain Guiraudie
- 2009 : Gardiens de l'ordre de Nicolas Boukhrief
- 2010 : À deux c'est plus facile d'Émilie Deleuze
- 2010 : Holiday de Guillaume Nicloux
- 2011 : Propriété interdite de Hélène Angel
- 2011 : Trois fois 20 ans de Julie Gavras
- 2011 : Dernière Séance de Laurent Achard
- 2012 : Maman d'Alexandra Leclère
- 2012 : À perdre la raison de Joachim Lafosse
- 2013 : La Religieuse de Guillaume Nicloux
- 2013 : L'Inconnu du lac d'Alain Guiraudie
- 2014 : Tout est permis d'Émilie Deleuze
- 2014 : Timbuktu, d'Abderrahmane Sissako
- 2014 : L'Enlèvement de Michel Houellebecq (téléfilm) de Guillaume Nicloux
- 2014 : Jauja de Lisandro Alonso
- 2015 : Le Trésor de Corneliu Porumboiu
- 2015 : Le Dernier Jour d'Yitzhak Rabin d'Amos Gitaï
- 2015 : Groland, le gros métrage, de Jules-Edouard Moustic et Benoît Delépine
- 2015 : Évolution de Lucile Hadzihalilovic
- 2015 : Les Chevaliers blancs de Joachim Lafosse
- 2015 : Valley of Love de Guillaume Nicloux
- 2016 : The End de Guillaume Nicloux
- 2016 : L'Économie du couple de Joachim Lafosse
- 2016 : Rester vertical d'Alain Guiraudie
- 2017 : Les Gardiennes de Xavier Beauvois
- 2018 : Les Confins du monde de Guillaume Nicloux
- 2018 : La prière de Cédric Kahn
- 2019 : Thalasso de Guillaume Nicloux
- 2020 : Effacer l’historique de Benoît Delépine et Gustave Kervern
- 2022 : Tout le monde aime Jeanne de Céline Devaux
- 2024 : La Vallée des fous de Xavier Beauvois
- 2025 : Partir un jour de'Amélie Bonnin